# 褶痕相手蟹
褶痕相手蟹（学名：Sesarma plicata）为方蟹科相手蟹属的动物。分布于朝鲜、日本、马来群岛、印度、马达加斯加、非洲东岸、台湾岛以及中国大陆的广东、福建、浙江、青岛胶州湾等地，生活环境为海水，一般生活于泥滩石块下。
种名 plicata 意为“有褶皱的”。